# آلبرت کیاری
آلبرت کیاری (انگلیسی: Albert Keary؛ 1886 – ۱۹۶۲ (۷۵−۷۶ سال)) بازیکن فوتبال اهل بریتانیا بود.
از باشگاه‌هایی که در آن بازی کرده‌است می‌توان به باشگاه فوتبال منچستر سیتی، باشگاه فوتبال بوتل، و باشگاه فوتبال پورت ویل اشاره کرد.